# 2003-as Formula–1 brazil nagydíj
A brazil nagydíj volt a 2003-as Formula–1 világbajnokság harmadik futama, amelyet 2003. április 6-án rendeztek meg a brazil Autódromo José Carlos Pace-en, São Paulóban.

## Időmérő edzés
| Helyezés | Versenyző             | Csapat/Motor     | Idő      | Különbség |
| -------- | --------------------- | ---------------- | -------- | --------- |
| 1        | Rubens Barrichello    | Ferrari          | 1:13.807 | –         |
| 2        | David Coulthard       | McLaren-Mercedes | 1:13.818 | + 0.011   |
| 3        | Mark Webber           | Jaguar-Cosworth  | 1:13.851 | + 0.044   |
| 4        | Kimi Räikkönen        | McLaren-Mercedes | 1:13.866 | + 0.059   |
| 5        | Jarno Trulli          | Renault          | 1:13.953 | + 0.146   |
| 6        | Ralf Schumacher       | Williams-BMW     | 1:14.124 | + 0.317   |
| 7        | Michael Schumacher    | Ferrari          | 1:14.130 | + 0.323   |
| 8        | Giancarlo Fisichella  | Jordan-Ford      | 1:14.191 | + 0.384   |
| 9        | Juan Pablo Montoya    | Williams-BMW     | 1:14.223 | + 0.416   |
| 10       | Fernando Alonso       | Renault          | 1:14.384 | + 0.577   |
| 11       | Jenson Button         | BAR-Honda        | 1:14.504 | + 0.697   |
| 12       | Nick Heidfeld         | Sauber-Petronas  | 1:14.631 | + 0.824   |
| 13       | Jacques Villeneuve    | BAR-Honda        | 1:14.668 | + 0.861   |
| 14       | Olivier Panis         | Toyota           | 1:14.839 | + 1.032   |
| 15       | Heinz-Harald Frentzen | Sauber-Petronas  | 1:14.839 | + 1.032   |
| 16       | Ralph Firman          | Jordan-Ford      | 1:15.240 | + 1.433   |
| 17       | Antônio Pizzonia      | Jaguar-Cosworth  | 1:15.317 | + 1.510   |
| 18       | Cristiano da Matta    | Toyota           | 1:15.641 | + 1.834   |
| 19       | Jos Verstappen        | Minardi-Cosworth | 1:16.542 | + 2.735   |
| 20       | Justin Wilson         | Minardi-Cosworth | 1:16.586 | + 2.779   |

## Futam
A verseny napján reggel óta folyamatosan szakadt az eső, ezért a rajtot negyed órával később kezdték meg, a biztonsági autó felvezetésével. A heves eső és a rossz látási viszonyok miatt a biztonsági autó csak a nyolcadik kör végén hajtott le a pályáról, és a célegyenesben Coulthard azonnal megelőzte Barrichellót, így átvette a vezetést. A lassú brazilt sorra lehagyták, majd a tizenegyedik körben, a célegyenes végén Räikkönen lefékezte brit csapattársát, és a huszonhatodik körig maga mögött tartotta a mezőnyt. Az első nyolc sorrendje a következő volt: Räikkönen, Montoya, Coulthard, Webber, Michael Schumacher, Barrichello, Alonso és Button.

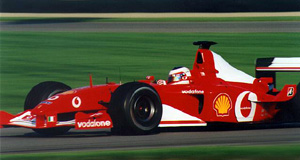
Barrichello szerezte meg a pole-t
(a kép Indianapolisban készült)

Barrichello tizennégy kör után már 16 másodperccel volt lemaradva az élen autózó finntől, majd Michael Schumacher egyre közelebb került Webberhez, aki mellett hamarosan el is ment. Néhány körrel később a német megelőzte Montoyát, és a két McLarent vette üldözőbe. A tizennyolcadik körben, a célegyenesben Ralph Firman elhagyta a Jordan jobb első kerekét, amely eltalálta a mellette haladó Panis-t, aki feladni kényszerült a versenyt. Mivel az ütközés következtében alkatrészek kerültek a pályára, ismét beküldték a biztonsági autót. Ekkor szinte mindenki a boxba hajtott tankolni és kereket cserélni, ugyanis a pálya kezdett felszáradni. A biztonsági autó mögött Räikkönen, Coulthard, Michael Schumacher, da Matta, Barrichello, Montoya, Pizzonia és Frentzen sorrendben haladtak az autók.
Miután a huszonkettedik kör végén távozott a pályáról a biztonsági autó, a célegyenest követő kanyarban Barrichello megelőzte da Mattát, majd hamarosan Montoya és Pizzonia is ugyanott csúszott ki, és mindketten a gumifalba csapódtak. Egy körrel később Michael Schumacher is ugyanezen a ponton hibázott, így ismét beküldték a biztonsági autót. Räikkönen, a fázist kihasználva új kereket vételezett, így Coulthatd állhatott az élre. A biztonsági autó a huszonkilencedik kör után hajtott le, és az első kanyarban Ralf Schumacher megelőzte Barrichellót, aki azonban hamar visszavette második pozícióját. A pontszerző helyeken Coulthard, Barrichello, Ralf Schumacher, Webber, Button, Alonso, Räikkönen és Verstappen állt. Néhány körrel később Verstappen, majd Button is kiszállt a versenyből: ő is ugyanott csúszott meg a vizes aszfalton, ahol korábban négyen is.

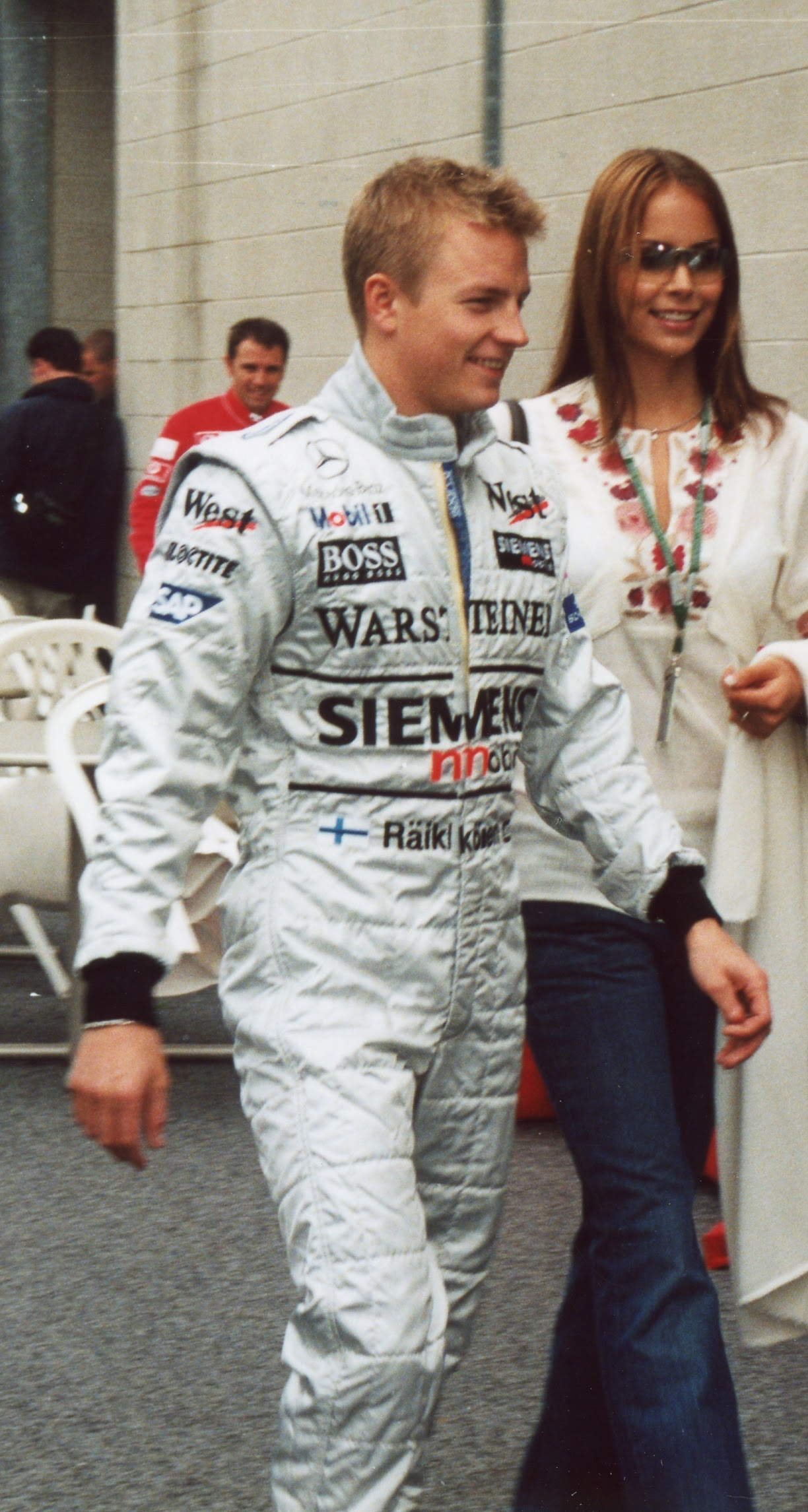
Räikkönen kapta a győzelmi trófeát a helyszínen

Az eset miatt negyedszerre jött a pályára a biztonsági autó, amely a harminchatodik kör végén távozott. Alonso Ralf Schumachert próbálta támadni, de nem volt esélye. Az esetet kihasználva, Räikkönen egy körrel később mind a spanyol, mind pedig a német mellett is elment, és Barrichellót vette üldözőbe a második helyért. Körökkel később Alonsónak sikerült megelőznie Schumachert, ám a versenybíróság bokszutca-áthajtásos büntetéssel sújtotta a Renault pilótáját, mert sárga zászló alatt hajtotta végre a manővert.
A negyvenötödik körben, a célegyenes végén Coulthard elfékezte magát, és Barrichello átvette tőle a vezetést, ám két körrel később a brazil Ferrarijának üzemanyagrendszere felmondta a szolgálatot, így ismét a brit állt az élre. Mögötte Räikkönen, Ralf Schumacher és Fisichella foglalt helyet. A német Williamses kerékcserére állt ki a boxba, így Fisichella előrelépett a harmadik, míg Alonso a negyedik pozícióba. Az ötvenharmadik körben megkezdve Räikkönen vezette a futamot, miután Coulthard kiállt a boxba, ám a kör végén, a 13-as kanyarban a finn megcsúszott, és a közvetlenül mögötte autózó Fisichella megelőzte. Néhány másodperccel később, a célegyenes bejáratánál Webber a korlátnak csapta autóját, amelynek következtében rengeteg alkatrész került a pályára. Ugyan behívták a biztonsági autót, de Alonso telibe találta az egyik leszakadt kereket, így a gumifalba csapódott. A körülmények miatt a versenyt nem lehetett folytatni, ezért a szervezők az ötvenötödik körben piros zászlóval leintették a futamot.

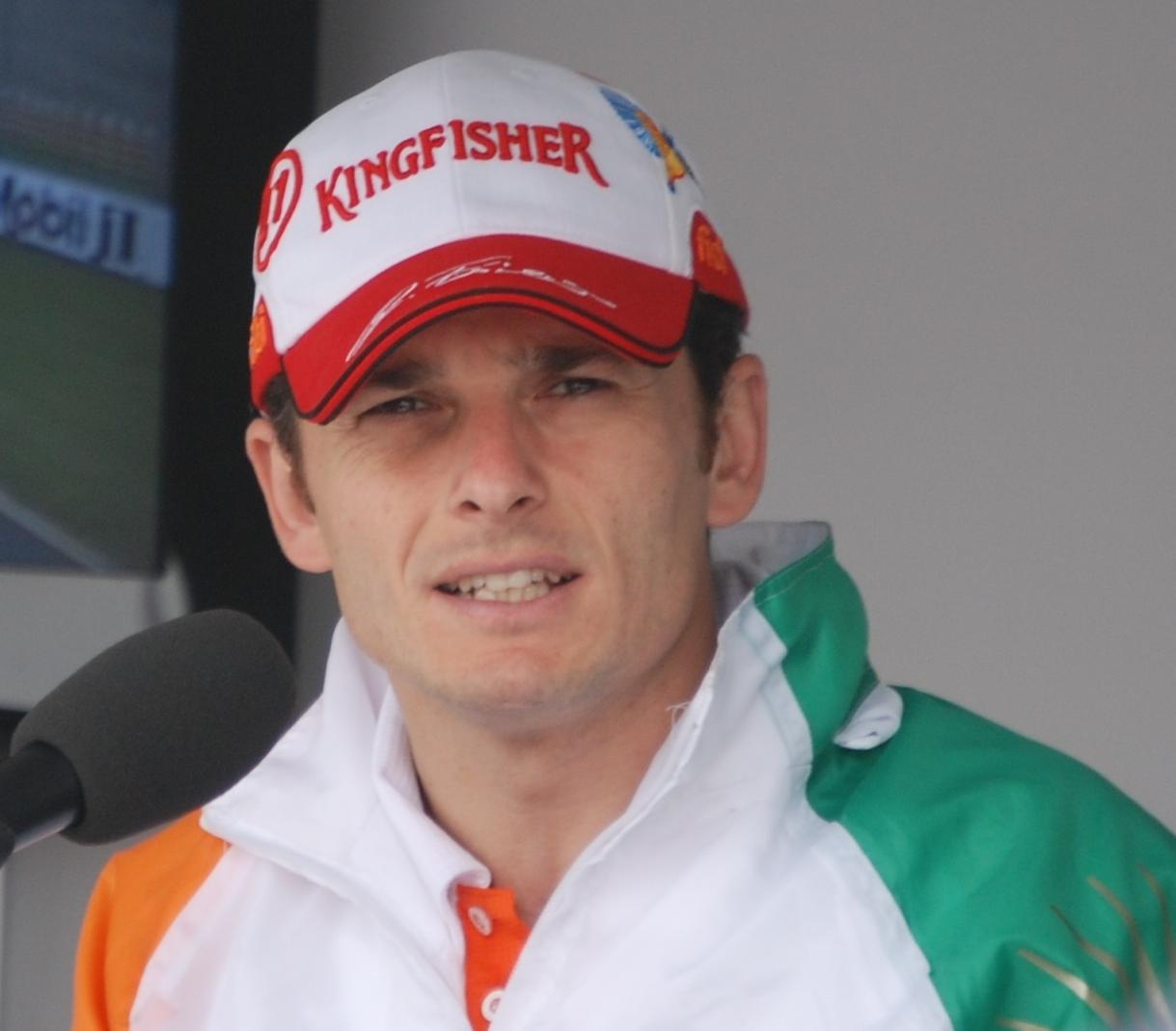
Fisichella lett végül a győztes

Az események nehéz helyzetbe hozták a versenybírákat, a szervezőket, a csapatokat és a pilótákat. A díjátadó ünnepségre való tekintettel gyorsan kellett döntést hozni a futam végeredményét illetően, ezért a versenybírák az ötvenharmadik kör végének sorrendjét hirdették ki, mivel a Formula–1 szabályzata azt mondja ki, hogy ha a futamot piros zászlóval megszakítják, akkor a két körrel korábbi állást kell végeredménynek tekinteni. Ez esetben az ötvenötödik körben intették le a versenyt, amely alapján az ötvenharmadik kört megkezdve az első helyen Kimi Räikkönen, a másodikon Giancarlo Fisichella, míg harmadikként Fernando Alonso végzett. Egy ideig mind Fisichella, mind pedig a csapatfőnök Eddie Jordan is az elsőséget ünnepelte, amikor közölték velük, hogy Räikkönen és a McLaren a győztes. Mindeközben az olasz versenyző autója kigyulladt a bokszutcában, ezzel is növelve a zűrzavart. A dobogó legfelső fokára tehát Räikkönen, a másodikra Fisichella léphetett, míg a harmadikon Alonsónak kellett volna állnia, de mivel őt balesete után kórházba szállították, a legalsó fok üresen maradt.
Néhány nappal a brazil nagydíj után bebizonyosodott, hogy Fisichella nem sokkal azelőtt kezdte meg az ötvenhatodik kört, hogy a versenyt megállították volna, így a szabály értelmében az ötvennegyedik kör végének állását kell hivatalosnak tekinteni. Mindezek miatt az FIA április 11-én, Párizsban hozott ítélete alapján Fisichella lett a nagydíj győztese. A nem hivatalos ünnepségre a soron következő San Marinó-i nagydíjon került sor, amikor Kimi Räikkönen és Ron Dennis átadta a győztes versenyzőnek és konstruktőrnek járó díjat Giancarlo Fisichellának és Eddie Jordannek.
| Helyezés | Rajtszám | Versenyző             | Csapat/Motor     | Futott kör | Idő/Kiesés oka    | Rajthely | Pont |
| -------- | -------- | --------------------- | ---------------- | ---------- | ----------------- | -------- | ---- |
| 1        | 11       | Giancarlo Fisichella  | Jordan-Ford      | 54         | 1h31:17.748       | 8        | 10   |
| 2        | 6        | Kimi Räikkönen        | McLaren-Mercedes | 54         | + 0.945           | 4        | 8    |
| 3        | 8        | Fernando Alonso       | Renault          | 54         | + 6.348           | 10       | 6    |
| 4        | 5        | David Coulthard       | McLaren-Mercedes | 54         | + 8.096           | 2        | 5    |
| 5        | 10       | Heinz-Harald Frentzen | Sauber-Petronas  | 54         | + 8.642           | 14       | 4    |
| 6        | 16       | Jacques Villeneuve    | BAR-Honda        | 54         | + 16.054          | 13       | 3    |
| 7        | 4        | Ralf Schumacher       | Williams-BMW     | 54         | + 38.526          | 6        | 2    |
| 8        | 7        | Jarno Trulli          | Renault          | 54         | + 45.927          | 5        | 1    |
| 9        | 14       | Mark Webber           | Jaguar-Cosworth  | 53         | Baleset           | 3        |      |
| 10       | 21       | Cristiano da Matta    | Toyota           | 53         | + 1 kör           | 18       |      |
| Ki       | 2        | Rubens Barrichello    | Ferrari          | 46         | Üzemanyagrendszer | 1        |      |
| Ki       | 17       | Jenson Button         | BAR-Honda        | 32         | Baleset           | 11       |      |
| Ki       | 19       | Jos Verstappen        | Minardi-Cosworth | 30         | Kicsúszás         | 19       |      |
| Ki       | 1        | Michael Schumacher    | Ferrari          | 26         | Baleset           | 7        |      |
| Ki       | 3        | Juan Pablo Montoya    | Williams-BMW     | 24         | Baleset           | 9        |      |
| Ki       | 15       | Antônio Pizzonia      | Jaguar-Cosworth  | 24         | Baleset           | 17       |      |
| Ki       | 20       | Olivier Panis         | Toyota           | 17         | Ütközés           | 15       |      |
| Ki       | 12       | Ralph Firman          | Jordan-Ford      | 17         | Felfüggesztés     | 16       |      |
| Ki       | 18       | Justin Wilson         | Minardi-Cosworth | 15         | Kicsúszás         | 20       |      |
| Ki       | 9        | Nick Heidfeld         | Sauber-Petronas  | 8          | Motorhiba         | 12       |      |

## A világbajnokság élmezőnyének állása a verseny után
| H  | Versenyzők           | Pont | H  | Konstruktőrök    | Pont |
| -- | -------------------- | ---- | -- | ---------------- | ---- |
| 1. | Kimi Räikkönen       | 24   | 1. | McLaren-Mercedes | 39   |
| 2. | David Coulthard      | 15   | 2. | Renault          | 23   |
| 3. | Fernando Alonso      | 14   | 3. | Ferrari          | 16   |
| 4. | Giancarlo Fisichella | 10   | 4. | Williams-BMW     | 16   |
| 5. | Jarno Trulli         | 9    | 5. | Jordan-Ford      | 10   |

## Statisztikák
Vezettek a versenyben:
- 1-8: Rubens Barrichello
- 9-10: David Coulthard
- 11-26: Kimi Räikkönen
- 27-44: David Coulthard
- 45-46: Rubens Barrichello
- 47-51: David Coulthard
- 52-53: Kimi Räikkönen
- 53-54: Giancarlo Fisichella
- A rossz időjárási viszonyok miatt korábban már kétszer szakítottak félbe brazil nagydíjat. Először 1974-ben, amikor a 40 körből csak 32-t teljesítettek a versenyzők, majd 1981-ben Jacarepaguában egy körrel a vége előtt intették le a futamot, mert átlépték a kétórás maximális időhatárt.
- Ez volt a győztes Jordan csapat 200. Formula–1-es versenye, és utolsó (4.) futamgyőzelme.
- Ez volt a 700. Formula–1-es verseny
- Ez volt Jarno Trulli 100. versenye

Giancarlo Fisichella első futamgyőzelmét szerezte itt, Rubens Barrichello 6. pole pozíciója, 9. leggyorsabb köre.